# Belm
Belm est une ville d'environ 14 000 habitants dans l'arrondissement d'Osnabrück, land de Basse-Saxe (Allemagne).
La ville est sectorisée en cinq quartiers : Belm, Powe, Icker, Haltern et Vehrte.

## Géographie
La ville est située entre la forêt de Teutberg et la chaîne des Wiehengebirge, à environ 8 km au nord-est de la ville d'Osnabrück. Deux tributaires de la rivière Hase passent par le territoire de Belm.

### Communes limitrophes
| Wallenhorst | Bramsche | Ostercappeln |
| Osnabrück   | Belm     |              |
| Osnabrück   |          | Bissendorf   |

### Climat
| Mois                     | jan. | fév. | mars | avril | mai  | juin | jui. | août | sep. | oct. | nov. | déc. | année |
| ------------------------ | ---- | ---- | ---- | ----- | ---- | ---- | ---- | ---- | ---- | ---- | ---- | ---- | ----- |
| Température moyenne (°C) | 0,9  | 1,4  | 4,1  | 7,7   | 12,3 | 15,4 | 16,8 | 16,5 | 13,5 | 9,7  | 5    | 2,1  | 8,8   |
| Ensoleillement (h)       | 31   | 56   | 69   | 150   | 183  | 180  | 183  | 183  | 120  | 93   | 60   | 31   | 1 339 |
| Précipitations (mm)      | 75   | 55   | 65   | 57    | 69   | 82   | 73   | 72   | 66   | 60   | 76   | 85   | 835   |

## Démographie
| 1939  | 1950  | 1960  | 1970  | 1980   | 1990   | 1995   | 2000   | 2005   | 2009   |
| ----- | ----- | ----- | ----- | ------ | ------ | ------ | ------ | ------ | ------ |
| 3 977 | 6 350 | 6 353 | 8 559 | 10 617 | 11 824 | 14 359 | 14 012 | 13 818 | 13 717 |

| 2011   | 2013   | 2015   | 2017   | 2019   | - | - | - | - | - |
| ------ | ------ | ------ | ------ | ------ | - | - | - | - | - |
| 13 516 | 13 553 | 13 581 | 13 729 | 13 788 | - | - | - | - | - |

Données jusqu'à 1980 par la commune de Belm, après 1980 données par l'administration de la Basse Saxe.

## Lieux et monuments

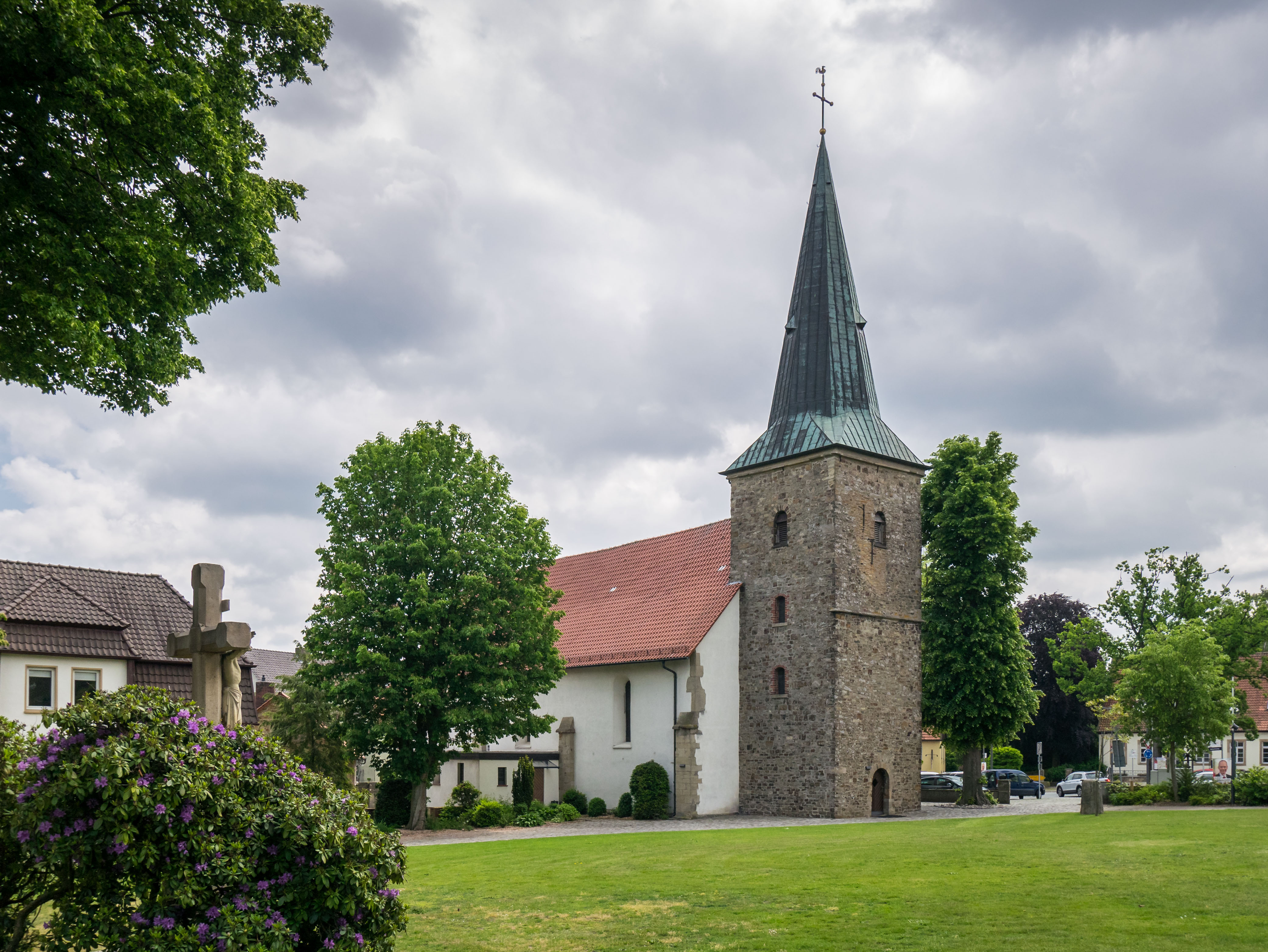
Église catholique St. Dionysius (bâtiment roman construit entre 1230 et 1250) à Belm.
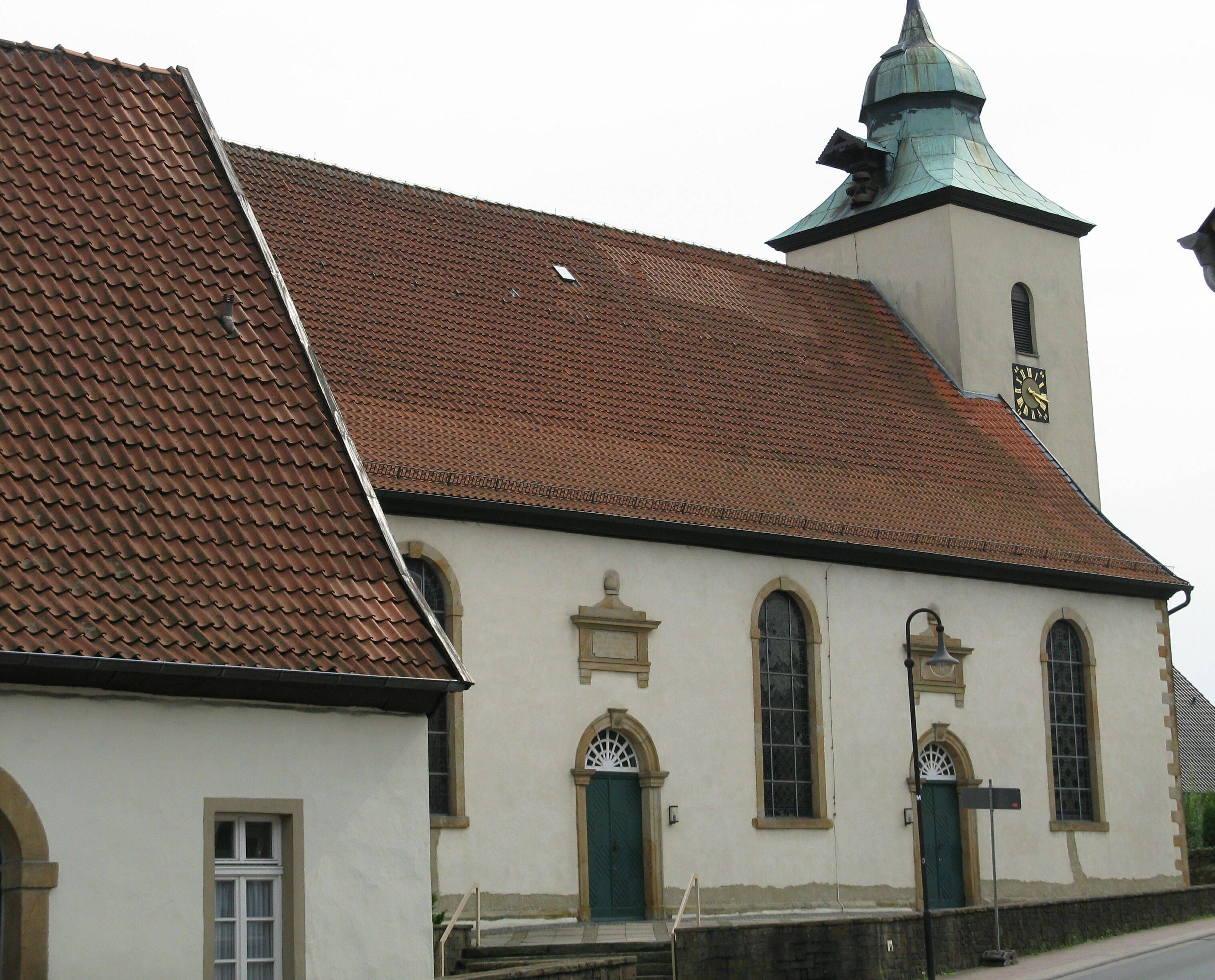
Église protestante de Christ à Belm, bâtie de 1815 à 1819. En 1812, les protestants ont reçu la permission de Napoléon Ier de Moscou de construire une église.
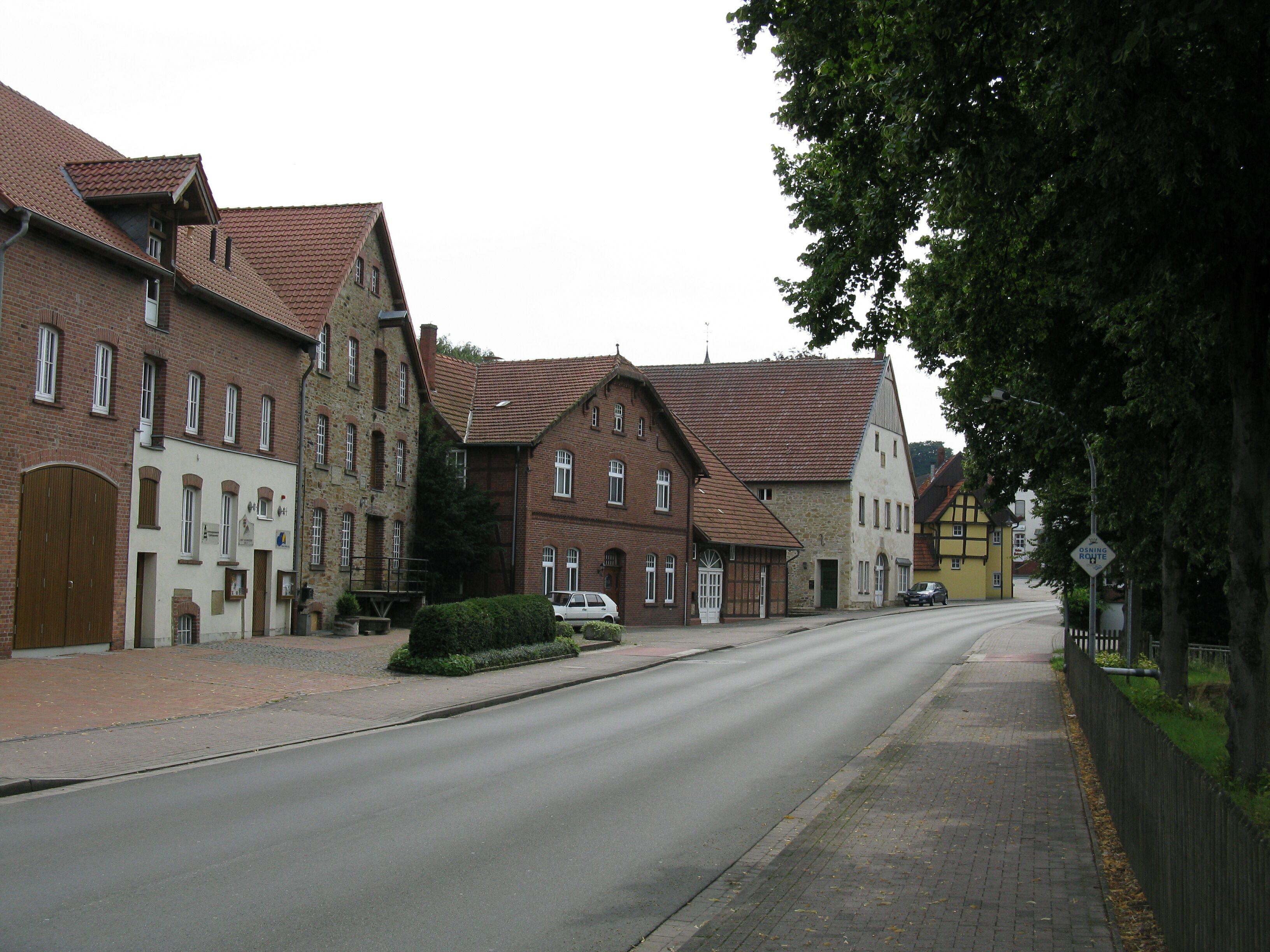
Vieux moulin à eau, fondé vers 840[4] à Belm, le bâtiment actuel date de 1899.
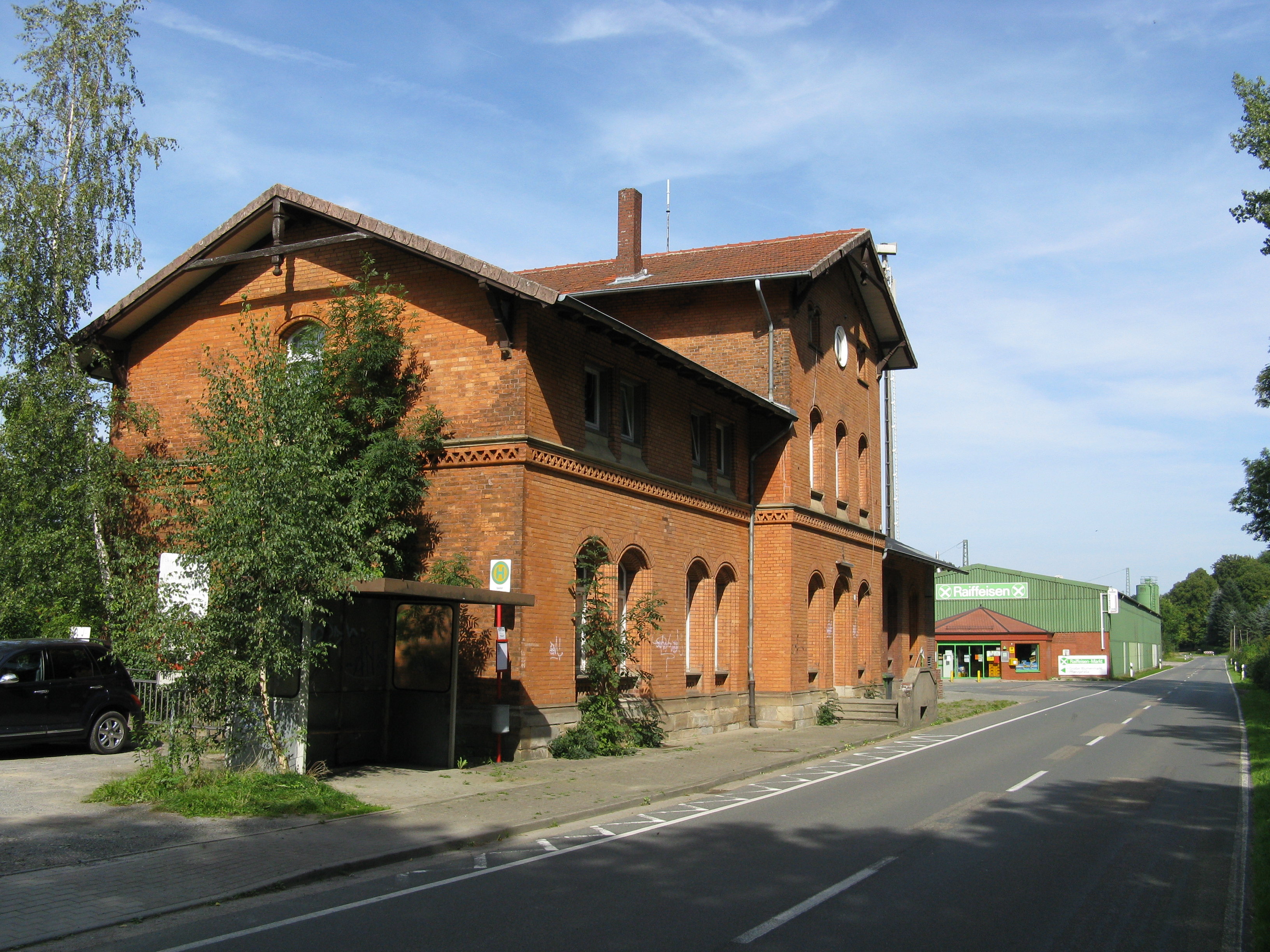
La vieille gare de Vehrte.
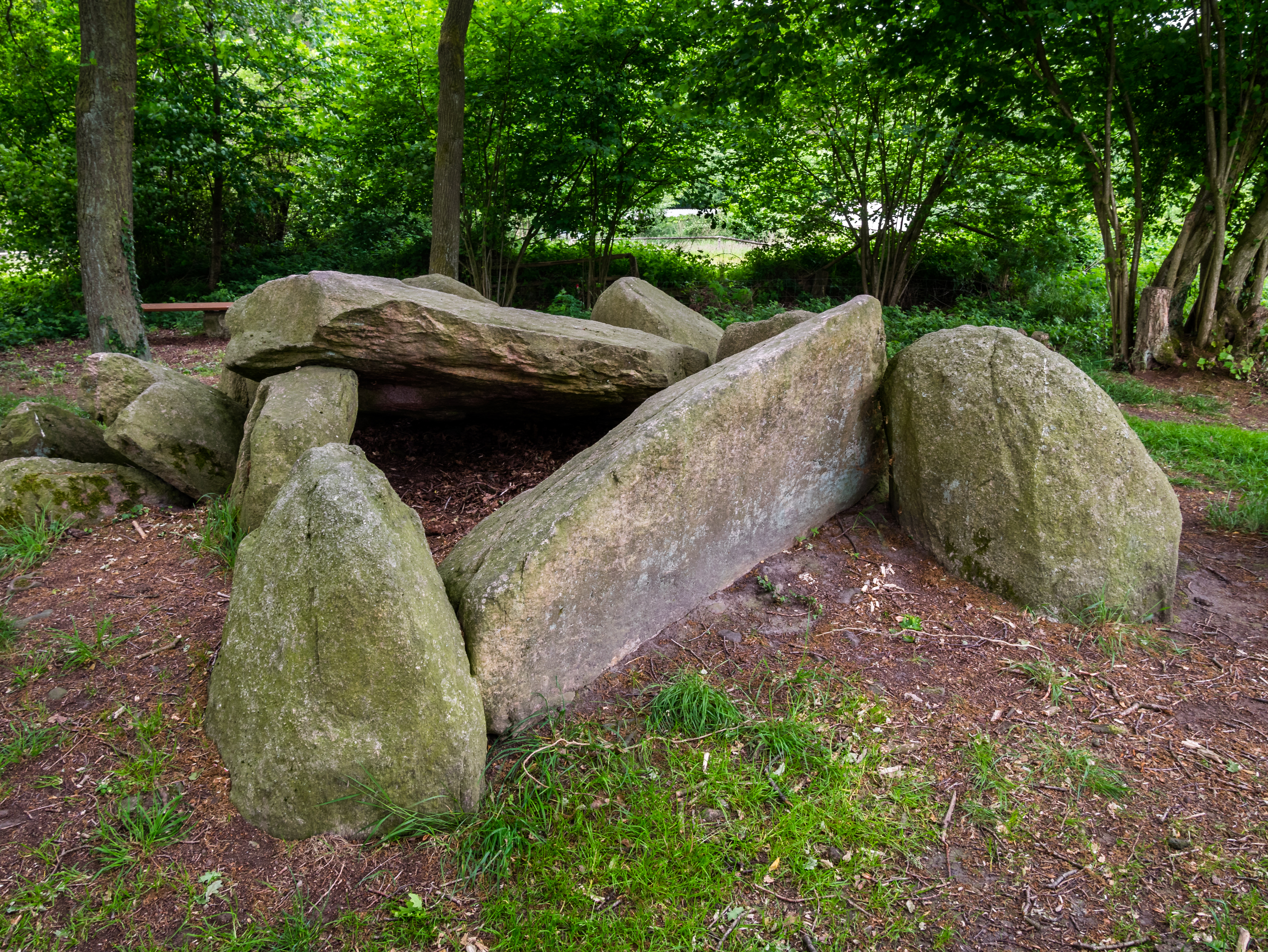
Tombe mégalithe « Le four du diable » à Vehrte.
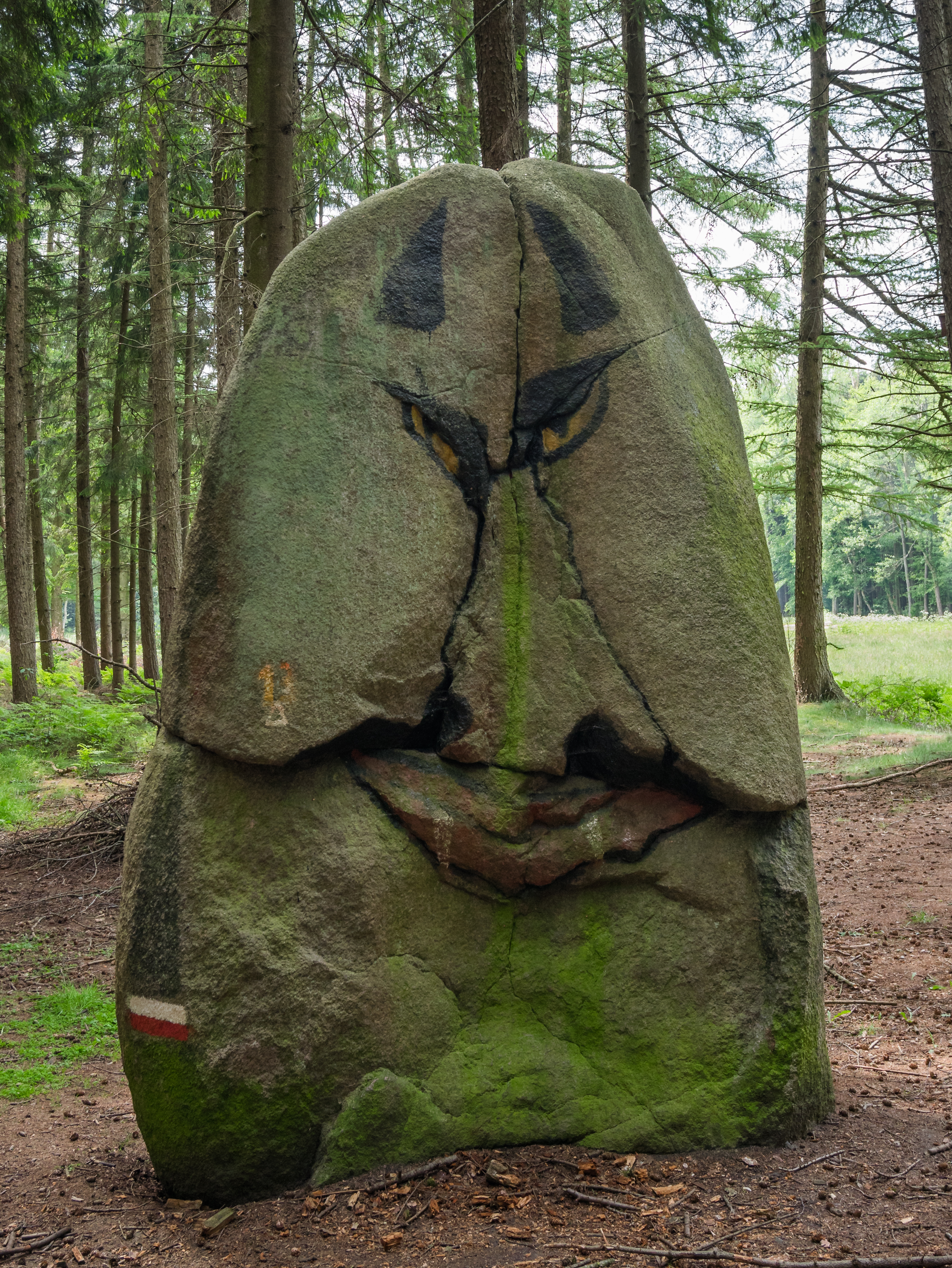
Menhir « Pierre du diable » à Vehrte.
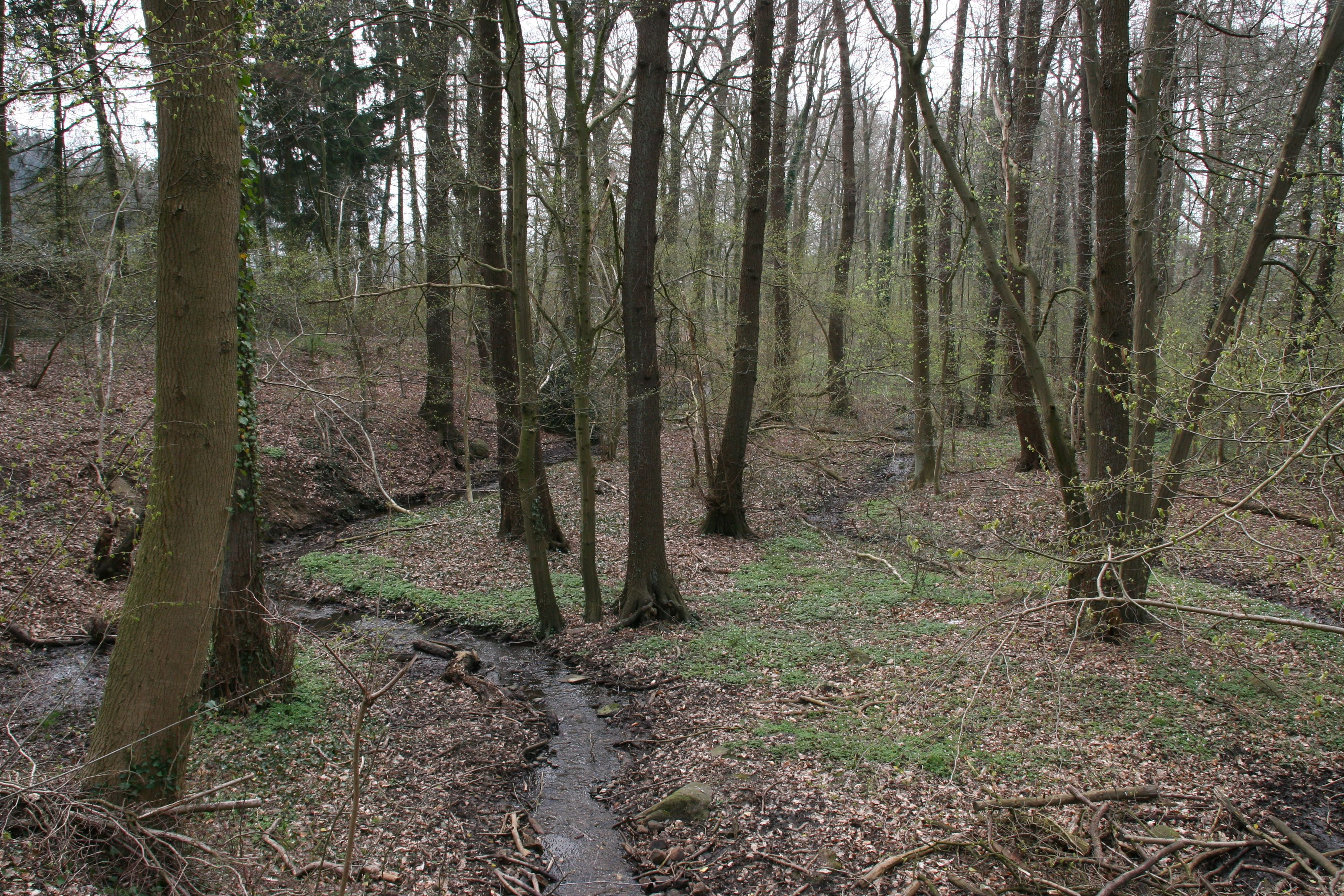
Tributaire de la rivière Nette à Vehrte.
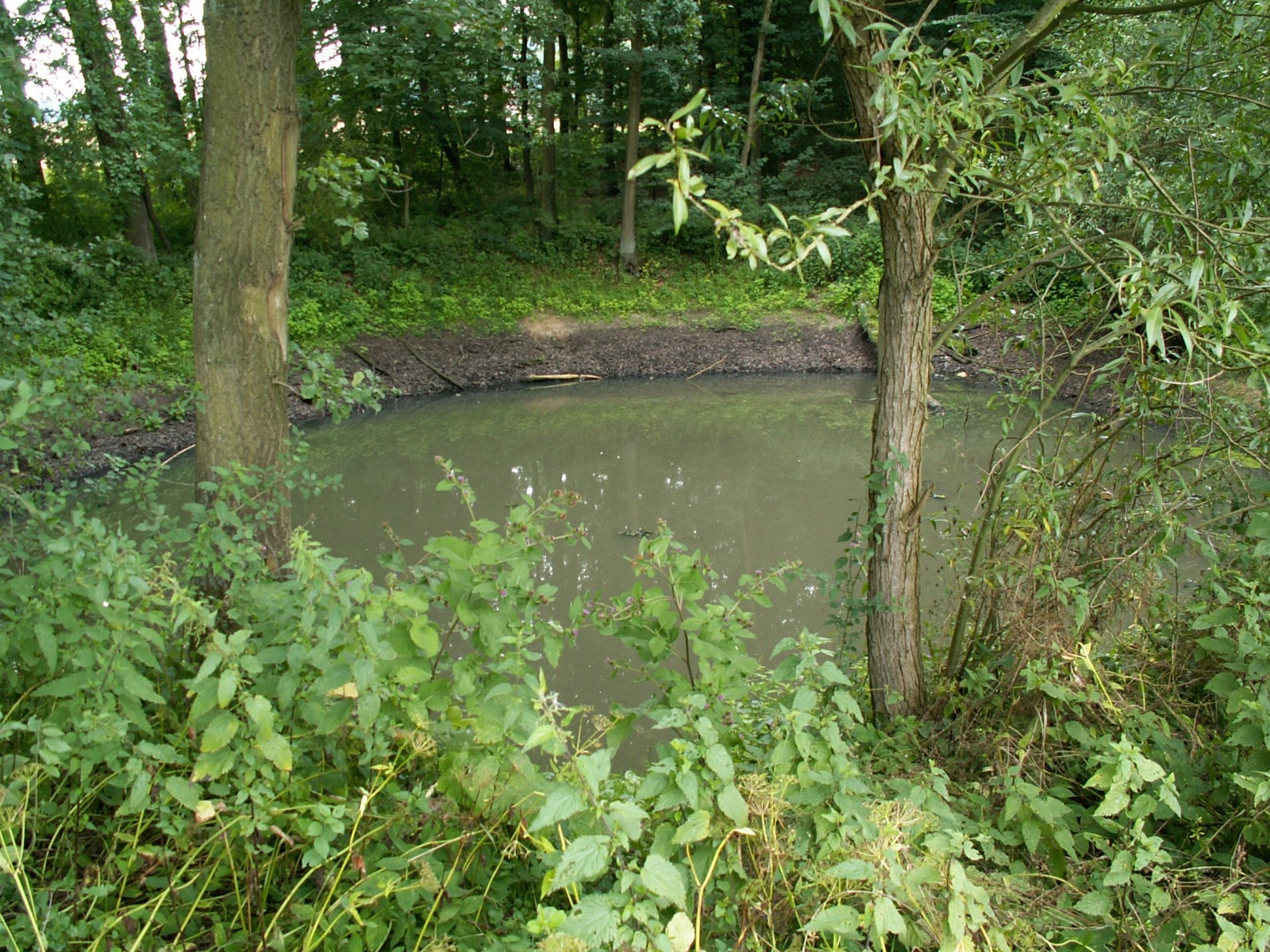
Doline « Trou d'Icker » à Icker.
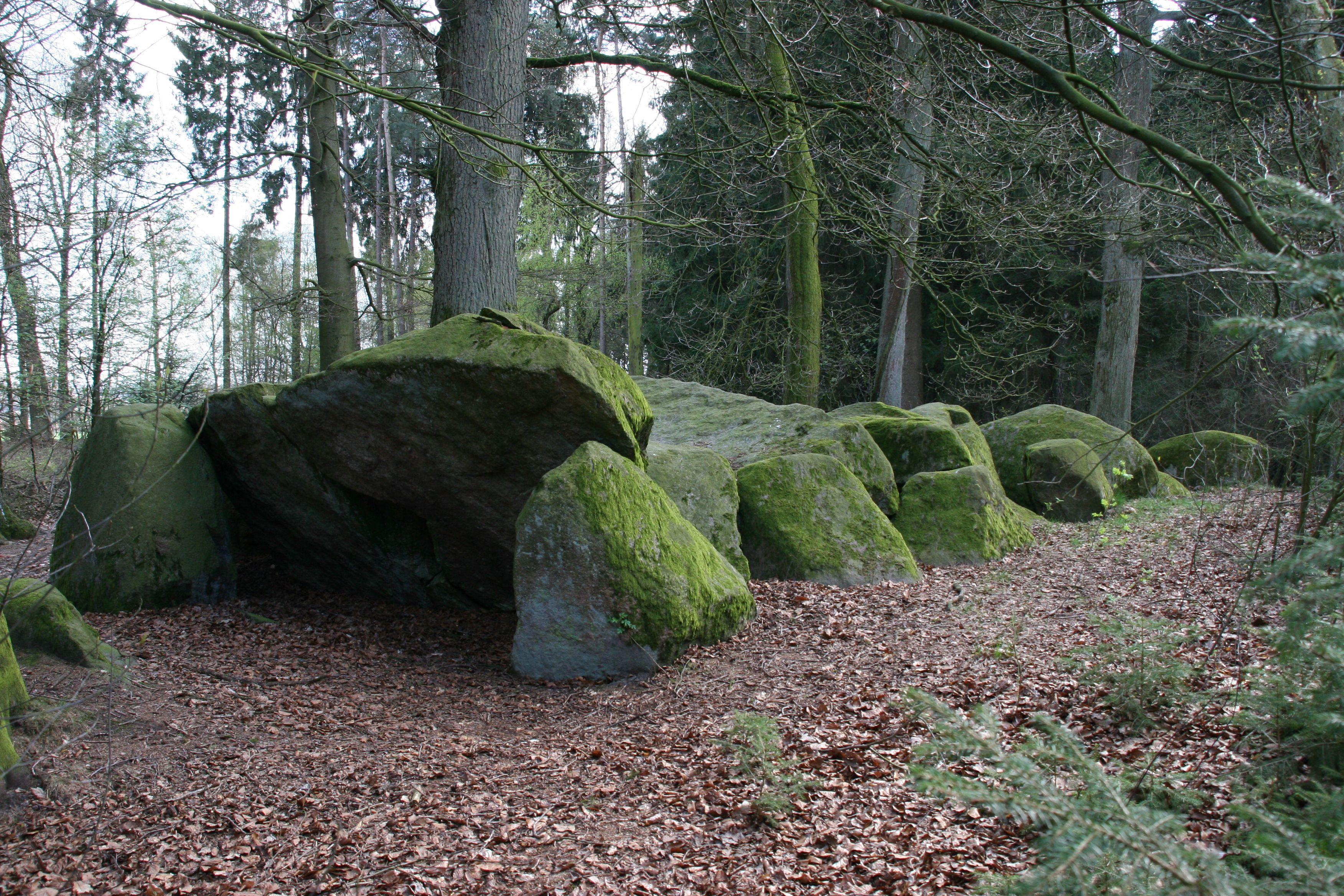
Tombe mégalithe Sloopsteine de Haltern.

## Jumelages
La ville de Belm est jumelée avec:
- Elterlein (Allemagne) depuis 2004
- Kolno (Pologne) depuis 2006
- Englewood (États-Unis) depuis 2007

## Personnalités liées à la commune
- Ingo Petzke (*1947), producteur de cinéma international, né à Belm
- Sascha Weidner (1974-2015), artiste et photographe allemand, habitait à Belm et Berlin